# محمد رفيق الكزبري
محمد رفيق الكزبري (1901م-1960م) رجل اعمال سوري من دمشق.

## ولادته وتحصيله
محمد رفيق الكزبري (1901م-1960م) من مواليد دمشق والده من تاجر دمشق المعروفين واكمل تعليمه في مدارس دمشق . وهو صهرعزة حصرية.

## عمله
عمل مع والده في صناعة الورق وتصديره. و تعاون مع غرفة تجارة دمشق على تطوير بلدة مضايا. وعمِل على تأهيل وتشجير بلدة الزبداني عبر استيراد أشجار مثمرة من الولايات المتحدة الأمريكية.اشترى امتياز جريدة الأيام من قادة الكتلة الوطنية، ولكنه تنازل عنه لصالح صديقه الصحافي نصوح بابيل سنة 1932م. كما أسس جريدة الجزيرة بدمشق، وهي أسبوعية ثقافية تُعنى بالفنون الجميلة. تحولت لاحقاً إلى صحيفة يومية وتسلّم رئاسة تحريرها الدكتور منير العجلاني. ظلّت الجزيرة تصدر بانتظام حتى نقلها إلى العاصمة الأردنية عمّان سنة 1939.

## وفاته
توفي محمد رفيق الكزبري سنة(1379هـ / 1960م).